# Josef Ferber
Josef Ferber (* 24. September 1874 in Allagen; † 15. Juni 1951 in Soest) war ein deutscher Architekt.

## Leben
Nach der Schule und dem Studium arbeitete Ferber als selbstständiger Architekt in Soest. Ferber erstellte im westfälischen Raum mehrere Kirchenbauten. Zwischenzeitlich war er von 1914 bis 1921 Stadtrat in Soest. Seine Ehefrau Maria starb am 16. Januar 1947. Vier Jahre später verstarb Josef Ferber im Alter von 76 Jahren.

## Bauten (unvollständig)

### Kirchenbauten
| Datum       | Bauten                                              | Bild |
| ----------- | --------------------------------------------------- | ---- |
| 1910        | Filialkirche in Hövel                               |      |
| 1913        | Kirche St. Johannes Baptist in Schoneberg           |      |
| 1914        | Kirche in Bilme                                     |      |
| 1915        | Filialkirche in Barge                               |      |
| 1921        | Filialkirche in Niederbergheim                      |      |
| 1922        | Kirche St. Antonius in Wiemeringhausen              |      |
| 1924        | Kapelle St. Johannes Baptist in Eikeloh             |      |
| 1936        | Pfarrkirche St. Margaretha in Ramsbeck              |      |
| 1937        | Kirche St. Peter und Paul in Siegen                 |      |
| 1938        | Erweiterungsbau der Kirche St. Urbanus in Voßwinkel |      |
| (undatiert) | Kirche in Rhynern                                   |      |

### Profanbauten
| Datum | Bauten                                               | Bild |
| ----- | ---------------------------------------------------- | ---- |
| 1909  | Schützenhalle in Grevenbrück                         |      |
| 1910  | Gasthof Buse in Soest                                |      |
| 1911  | Gutshaus Schulze-Ardey in Bettinghausen              |      |
| 1912  | Gutshaus Huckel in Meschede-Berghausen               |      |
| 1919  | Färberei Kampschulte in Soest                        |      |
| 1927  | Studienheim St. Clemens / Clementinum in Bad Driburg |      |

## Schriften
- Moderne Architektur. Architekt J. Ferber, Soest i. W. Lindner-Verlag Lindner & Braun, Düsseldorf o. J.
(bibliografisch uneindeutige Titelangabe, Einleitung ohne Verfasser-Angabe)
(Digitalisat auf einem Server der Universität Paderborn, PDF-Dokument mit ca. 1,94 MB)